# کافه تریای ژاپنی
کافه تریای ژاپنی (انگلیسی: Cafeteria Nipponica) یک بازی ویدئویی شبیه‌ساز تک‌نفره برای سکوهای اندروید و آی‌اواس می‌باشد که توسط کایرسافت توسعه و نشر پیدا کرده است.